# Oleg Gennadijewitsch Torsunow

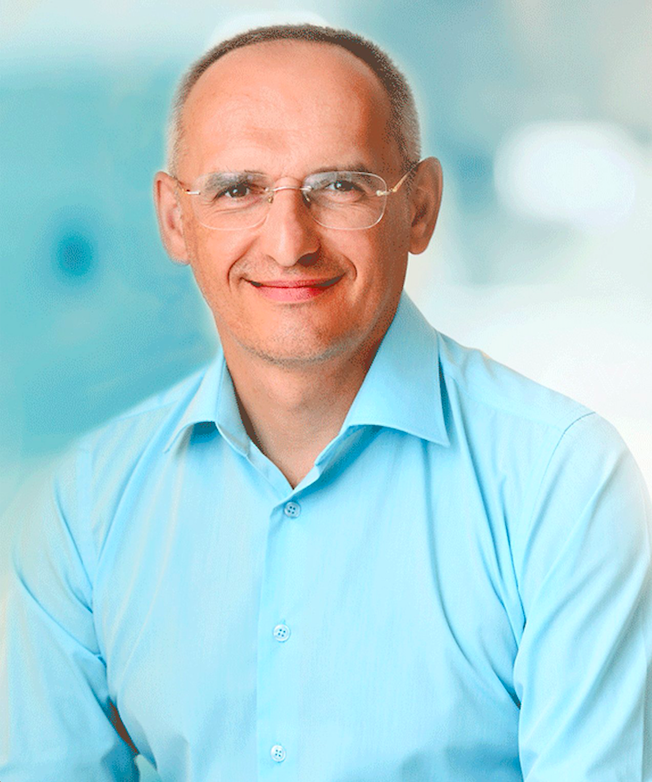

Oleg Gennadijewitsch Torsunow, russisch Олег Геннадьевич Торсунов (* 2. März 1965 in Serow) ist ein russischer Humanmediziner und Dozent für östliche Gesundheitstherapien, Körperkultur und Heilmethoden an der Staatlichen Universität für Körperkultur des Uralgebiets  in Tscheljabinsk. Sein Fachgebiet sind die Veden.

## Leben
Oleg Torsunov wurde in der Uralstadt Serow (Russland) als Sohn einer Arbeiterfamilie geboren. Nach der Schule studierte er Humanmedizin. Weiter studierte er am Medical-Institut Samara, von wo aus er nach dem zweiten Jahr in die Armee einberufen wurde. Er diente als Sanitätsausbilder. 1992 absolvierte er die Hochschule für Medizin und ging dann für mehrere Jahre nach Indien, wo er die vedische Kultur sowie Medizin, das Ayurveda, studierte.
Torsunov veröffentlichte eine Reihe von Büchern wie etwa „Gute Ratschläge von Dr. Torsunov“ (russisch Избранные лекции доктора Торсунова) über erschwingliche und wirksame Behandlungsmethoden der Grippe, der akuten Atemwegserkrankungen, Angina Pectoris, Bronchitis, Bluthochdruck, Hepatitis und anderer häufiger Krankheiten. Die Buchreihe „Gesetze des glücklichen Lebens“ (russisch Законы счастливой жизни), die auf den grundlegenden Prinzipien eines harmonischen Lebens und den alten vedischen Schriften basieren, wurde sehr populär. In der Buchreihe „Die Veden über...“ (russisch Веды о...) wird das vedische Verständnis der Gesetze der Zeit, Beziehungen und Aktivitäten in einer verständlichen Sprache dargelegt.
Er hält Vorträge in den GUS-Staaten, Europa und den USA und spricht im Radio und Fernsehen. Ein Teil der Vorträge und Bücher wurde ins Englische und andere Sprachen übersetzt. 2006 gründete er den Internet-Radiosender Veda-Radio. Er gründete außerdem das Bildungszentrum Saraswati mit dem Ziel, vedisches Wissen zu verbreiten.
Torsunov ist Gründer der international verbreiteten Vereinigung Sattva. Dort können seine Zuhörer und Leser Erfahrungen mit der Anwendung des erworbenen Wissens teilen. Seit 2009 findet das von ihm gegründete internationale Bildungsfestival Blagost (deutsch: Tugend) statt, das jährlich im Frühjahr und Herbst in Anapa stattfindet.
2004 gründete Torsunov das Gesundheitszentrum Amrita, das sich zunächst in Moskau befand und seit 2010 in der Nähe von Krasnodar betrieben wird. Im Rahmen der internationalen Konferenz Moderne Aspekte der Rehabilitation in der Medizin veröffentlichte Torsunow 2015 den Artikel Korrektur von vegetativen Störungen unter Bedingungen der meteoklimatischen Desadaptation durch traditionelle und alternative Methoden der regenerativen Therapie, worin die Verwendung von Mineralien nach der Methode von Torsunow beschrieben wird. Auf der russischen praxisorientierten Wissenschaftskonferenz mit internationalen Teilnehmern Rehabilitation und Prävention – 2015 wurde ein Bericht zum Thema Die Wirksamkeit der Korrektur vegetativer Störungen unter Bedingungen meteoklimatischer Fehlanpassung anhand von Methoden der Reflexotherapie und Kristallotherapie über die Ergebnisse der Anwendung der Methoden von Torsunow vorgetragen.

## Ehrungen und Auszeichnungen
2011 hat die internationale Akademie zur Bekämpfung des Alkoholismus Torsunov den wissenschaftlichen Titel des Professors für seine Verdienste zur Alkoholismusbekämpfung verliehen. Im Jahr 2014 erhielt er einen Dankesbrief vom Komitee der öffentlichen Vereinigungen und religiöser Organisationen des Staatsparlaments (russische Duma) für seine aufopfernde Tätigkeit zur geistigen, moralischen und körperlichen Gesundung des Landes. Im Jahr 2015 erhielt er die Goldmedaille der Russische Akademie der Naturwissenschaften für seinen Beitrag zur Stärkung der Gesundheit der Nation.

## Bücher
- Vegetarianskie retsepty doktora Torsunova. Pitanie v Blagosti. Svet, 2017, ISBN 978-5000539484
- Vedy o detyah. Kak vospitat horoshih detey. Amrita-Rus, 2017, ISBN 978-5000538845
- Azbuka uspeha. Put k protsvetaniyu bez pregrad i somneniy. Eksmo, Moskau 2018, ISBN 978-5040956807
- Slyshat, videt, doveryat. Praktiki dlya semi. Eksmo, Moskau 2019, ISBN 978-5041032579
- Vashe delo. Biznes ot missii do vershiny. Eksmo, Moskau 2019, ISBN 978-5041014070